# 神擬鱥
神擬鱥（学名：Pseudophoxinus ninae）是輻鰭魚綱鯉形目雅羅魚科的其中一個種，被IUCN列為極危保育類動物，分布於亞洲土耳其安納托利亞的奧納克河流域，本魚體呈橢圓形，腹鰭短，不到達肛門，側線不完整，達到胸鰭尖端或臀鰭基部，體長可達7.5公分，棲息在底中層水域，生活性不明。